# Fotini Gennimata
Fotini "Fofi" Gennimata (græsk: Φωτεινή „Φώφη“ Γεννηματά, født 17. november 1964 i Athen, død 25. oktober 2021) var en græsk politiker fra det socialdemokratiske parti PASOK. Den 14. juni 2015 blev hun valgt som PASOKs første kvindelige partileder.

## Medlem af parlamentet
Fofi Gennimata blev medlem af det græske parlament i januar 2015. 
Hun har tidligere været medlem af parlamentet i en kort periode i foråret 2012 samt i en længere periode fra 9. april 2000 til 31. december 2002.

## Viceminister
Fofi Gennimata var viceminister for sundhed og social velfærd i Georg Papandreous regering fra 7. oktober 2009 til 7. september 2010. Hun var viceminister for uddannelse, livslang læring og trossamfund i den samme regering fra 7. september 2010 til 11. november 2011.
Fofi Gennimata var viceindenrigsminister fra 11. november 2011 til 27. marts 2012, og hun var viceforsvarsminister fra 25. juni 2013 til 27. januar 2015.